# Stanley Nsoki
 (décembre 2020).
Stanley Nsoki, né le 9 avril 1999 à Poissy (Yvelines), est un footballeur franco-congolais (RDC) qui évolue au poste de latéral gauche ou de défenseur central à l'Union Berlin, en prêt du TSG Hoffenheim.

## Biographie

### Jeunesse et formation
Né à Poissy dans les Yvelines, il grandit à Roissy-en-Brie, en Seine-et-Marne. Fils de deux parents congolais, il est le troisième enfant de la fratrie. Il commence le football à l'âge de 8 ans à l'US Roissy-en-Brie, avant d'être repéré par les recruteurs de plusieurs clubs français, dont les Girondins de Bordeaux, le FC Metz, le RC Lens, le Toulouse FC et le Paris Saint-Germain. C'est lors de son passage aux tests d'entrée à l'INF Clairefontaine que le recruteur du Paris Saint-Germain responsable du recrutement des jeunes joueurs, Pierre Reynaud, et le directeur du centre de formation Bertrand Reuzeau, formulent une proposition au joueur et à ses proches. Le projet est alors basé sur des engagements fermes et matérialisés sur le plan scolaire, tout autant que le plan sportif (Plan de carrière des Jeunes Élites : préformation ; centre de formation ; stagiaire Pro ; objectif final : projection vers l'effectif professionnel du PSG).
À 13 ans, en septembre 2012, il rejoint le club francilien via la Structure préformation (le centre de formation se charge de mettre en contact le candidat avec les structures de service civique ou les lieux de stage) située à Verneuil-sur-Seine (Yvelines). Continuant son apprentissage, il est plusieurs fois sélectionné dans l'Équipe de France des jeunes ainsi qu'en sélection régionale Paris Île-de-France. En 2014, Nsoki intègre le centre de formation du Paris Saint-Germain au Camp des Loges (Yvelines). Le 3 novembre 2015, il fait ses premiers pas dans la compétition la plus prestigieuse de sa catégorie d'âge, la Youth League. A tout juste 16 ans, il est surclassé et remplace Wilfried Kanga à la mi-temps, lors du match des U19 du PSG face à leurs homologues du Real Madrid. Lors de ce match, il joue 45 minutes, avec des coéquipiers plus âgés (les « Titis » Génération 96-97, dont Christopher Nkunku, Jean-Kévin Augustin et Dan-Axel Zagadou). C'est l'équipe adverse (composée notamment de Luca Zidane, Achraf Hakimi et Borja Mayoral) qui s'impose (2-0). Durant cette saison, parmi les U19, l'équipe remporte le Championnat U19 cette année-là. À 18 ans, il signe un contrat de stagiaire-pro et intègre l'équipe réserve du club. Dans une interview accordée en 2018, il déclare s'entraîner énormément en dehors des entraînements collectifs depuis sa signature[citation nécessaire].

### Paris Saint-Germain (2017-2019)
Lors de la saison 2017-2018, il participe de nouveau à l'UEFA Youth League, toujours avec les U19 du PSG, en prenant part, cette fois-ci, à 7 rencontres, cumulant un total de 574 minutes de jeu. Pendant cette campagne, il est capitaine et fait figure de leader défensif. Il participe intégralement à chaque rencontre, jusqu'à sa sortie sur blessure à la 34e minute en huitième de finale, à domicile face au FC Barcelone.
Il effectue ses premières minutes en match officiel avec le groupe professionnel du Paris Saint-Germain contre le SM Caen le 20 décembre 2017 (victoire 3-1 au Parc des Princes) en entrant à la place de Marquinhos à 25 minutes du terme. En fin de saison, le groupe professionnel remporte le Championnat de France 2017-2018.
Dans le cadre de la pré-saison 2018-2019, il part en stage de préparation avec le groupe professionnel du Paris Saint-Germain, durant lequel il participe à trois matchs de l'International Champions Cup 2018. Il a également joué deux matchs amicaux contre des clubs français pour un bilan d'une victoire et d'une défaite. Le 4 août 2018, lors du Trophée des champions au Stade du centre sportif universitaire de Shenzhen, il est titularisé au poste de latéral gauche. Nsoki s'illustre dans ce match par deux passes décisives, une pour Christopher Nkunku et une pour Timothy Weah, lors de cette victoire (4-0) face à l'AS Monaco.
Le 16 septembre 2018, après avoir été approché par l'Olympique de Marseille, Newcastle et Liverpool, Nsoki signe son premier contrat professionnel avec le Paris Saint-Germain, son club formateur, pour une durée de 3 ans. Dans ce nouvel exercice, il joue davantage et le nouvel entraîneur en fonction, arrivé au poste en juillet 2018, Thomas Tuchel, compte alors sur lui. Le transfert de dernière minute de Juan Bernat, latéral gauche en provenance du Bayern Munich, place Nsoki en troisième position pour une titularisation à ce poste. Toutefois, dans un vestiaire où cohabite une pléiade de stars (Neymar, Kylian Mbappé, Dani Alves, Presnel Kimpembe, dont il est proche et qui le prend sous son aile), il participe à 12 rencontres de Ligue 1 Conforama, cumulant un total de 696 minutes et 8 titularisations. Nsoki est notamment titularisé dans le Classico, au stade Vélodrome, le 28 octobre 2018. Il est aligné d'entrée dans une défense à trois, épaulé par Marquinhos et Thilo Kehrer, et livre une prestation solide face à Florian Thauvin, entre autres, lors de cette victoire sur le rival marseillais (0-2). En pleine progression, il retient l'attention de Sylvain Ripoll, le sélectionneur de l’Équipe de France espoirs. Peu de temps après, Nsoki est convoqué pour la première fois chez les espoirs. Malgré une blessure lors du rassemblement avec les Bleuets, il réalise une saison correcte dans ce groupe et remporte à nouveau le titre de Champion de France, son deuxième avec le PSG. En manque de temps de jeu, il fait part à sa direction de ses envies de jouer dans un autre club.

### OGC Nice (2019-2021)
Durant l'été 2019, auparavant représenté par les frères Dadi et Philippe Mayumapendant il se tourne vers la société allemande  Rogon. Durant la même période il a été convoité par le club de Newcastle par la Juventus de Turin et par l'Olympique Lyonnais. 
Il s'engage le 31 août 2019 avec l'OGC Nice, en échange d'une indemnité de transfert de 12,5 millions d'euros pour une durée de 5 ans. L'OGC Nice, entraîné par Patrick Vieira, a récemment changé de propriétaire et est alors détenu par le groupe Ineos, appartenant à la première fortune britannique, Sir Jim Ratcliffe. 
Nsoki fait partie des cinq jeunes recrutés pour renforcer l'effectif de l'équipe. Il joue son premier match sous le maillot niçois le 1er septembre 2020, en déplacement en Bretagne, au Roazhon Park contre le Stade Rennais. Il entre sur le terrain à 5 minutes du terme en remplaçant l'Algérien Youcef Atal puis offre une passe décisive, en déviant un ballon de la tête, à destination du Sénégalais Racine Coly qui scellera le score du match dans le temps additionnel (1-2). 
Cette année-là, Nsoki participe à la plupart des rencontres de sa nouvelle formation, excepté au mois d'octobre, lorsqu'il est blessé aux abdominaux pendant tout et manque cinq matchs. Hormis cela, il est systématiquement titularisé soit en latéral gauche, souvent au profit de Malang Sarr, ou bien dans l'axe pour suppléer le capitaine Dante, blessé à la cheville pour deux matchs lors des 7e et 8e journées de championnat. 
Il participe également aux trois rencontres de Coupe de France de l'OGC Nice avant que l'équipe ne soit éliminée de la compétition en huitièmes de finales lors d'un match à domicile (penalty concédé dans le temps additionnel et transformé par Houssem Aouar (1-2, 90' + 3)). 
Les Niçois prendront leur revanche sur la précédente défaite trois jours plus tard, en championnat, toujours à l'Allianz Riviera de Nice et encore sur le même score (2-1) mais dans une partie électrique cette fois-ci où deux cartons rouges sont distribués par l'arbitre Frank Schneider. 
La saison  2019-2020 se termine précocement pour Nsoki et l'OGC Nice en raison de la crise sanitaire internationale liée au Coronavirus (COVID-19), après une victoire 2-1 à domicile face à l'AS Monaco, le 7 mars 2020 (grâce notamment à un doublé de Kasper Dolberg dans les toutes dernières secondes de jeu (90+2')).
En raison de la pandémie de Covid-19, la saison 2019-2020 des compétitions de sports professionnels en France ne pourra pas reprendre. Le 30 avril, le Conseil d'Administration de la LFP vote la fin officielle des championnats de Ligue 1 et Ligue 2. 
Pour déterminer le classement final, la Ligue prend en compte un indice de performance selon le nombre de points marqués sur tous les matchs joués. Cette ultime victoire, dans le duel face aux rivaux monégasques, leur assure donc également une cinquième place au classement. 
Les Aiglons et Nsoki se retrouvent ainsi qualifiés pour participer à l'édition suivante de la Ligue Europa (directement en phases de poules), car le PSG, déjà sacré champion, remporte les deux finales de coupes nationales. 
La saison 2020-2021 reprend le 23 août 2020 pour l'OGC Nice, avec un match à domicile contre le RC Lens lors de la 1re journée (2-1). Nsoki, d'abord blessé puis positif au Covid-19, retrouve une place de titulaire seulement le 10 octobre 2020 lors de la 7e journée, en déplacement au stade Geoffroy Guichard face à l'AS Saint Étienne (1-3). 
Le 22 octobre 2020, Nsoki dispute son premier match sur la scène européenne en tant que professionnel. Lors de la 1re journée de la Ligue Europa, l'OGC Nice affronte le Bayer Leverkusen à la BayArena (défaite 6-2). Il est titularisé dans une défense à trois aux côtés de Dante et Robson Bambu. 
Lors de ce match, il est opposé à Moussa Diaby qui fut son coéquipier pendant plusieurs années (formation commune au PSG, promotion 1999). Il délivre également une passe décisive pour Amine Gouiri durant cette rencontre. Mais l'OGC Nice est éliminée dès la phase de groupes, où elle est classée en dernière position. Nsoki prend part à quatre des six rencontres de son équipe, jouant à chaque fois dès le coup d'envoi. Après deux ans dans le sud de la France, il quitte l'OGC Nice en fin de saison avec un total de 44 matchs et 2 passes décisives toutes compétitions confondues.

### Club Bruges KV (2021-2022)
Le 24 juillet 2021, il s'engage avec le Club Bruges KV pour une durée de 4 ans en échange d'une indemnité de transfert d'environ 6,5 millions d'euros. Il y découvre la Ligue des Champions avec le champion de la Jupiler Pro League, qualifié directement pour la phase de groupes de la compétition. Le tenant du titre belge mise sur le défenseur central, capable d'évoluer éventuellement à gauche pour suppléer le départ d'Odilon Kossounou, vendu au Bayer Leverkusen quelques jours plus tôt. Il porte dorénavant le numéro 4. Ironie du sort, il affronte son club formateur pour son premier match de Ligue des Champions.

### TSG Hoffenheim (depuis 2022-)
Le 3 août 2022, il signe jusqu'en juin 2027 avec TSG Hoffenheim, le montant du transfert est estimé à 12 M€.

### En sélection
Depuis sa première convocation en 2015 chez des U16, Nsoki évolue dans quasiment toutes les  catégories de sélections de l'équipe de France chez les jeunes, progressant continuellement aux Espoirs. Le 8 novembre 2018, au lendemain d'un match dans Le Classico, il est convoqué chez les Bleuets pour la première fois avec les Jean-Philippe Mateta (Mayence), Jonathan Ikoné (Lille OSC) et Matteo Guendouzi (Arsenal) dont il est l'ami depuis le centre de formation parisien. Il honore sa première sélection une semaine plus tard, le 15 novembre 2018, en remplaçant Fodé Ballo-Touré contre la Croatie espoirs à Beauvais au Stade Pierre-Brisson (2-2).

## Statistiques
| Saison                | Club                  | Championnat           | Championnat | Championnat | Championnat | Coupe(s) nationale(s) | Coupe(s) nationale(s) | Coupe(s) nationale(s) | Supercoupe | Supercoupe | Supercoupe | Compétition(s) continentale(s) | Compétition(s) continentale(s) | Compétition(s) continentale(s) | Compétition(s) continentale(s) | Total | Total | Total |
| Saison                | Club                  | Division              | M.          | B.          | P.d.        | M.                    | B.                    | P.d.                  | M.         | B.         | P.d.       | Comp.                          | M.                             | B.                             | P.d.                           | M.    | B.    | P.d.  |
| 2017-2018             | Paris Saint-Germain   | Ligue 1               | 1           | 0           | 0           | -                     | -                     | -                     | -          | -          | -          | C1                             | -                              | -                              | -                              | 1     | 0     | 0     |
| 2018-2019             | Paris Saint-Germain   | Ligue 1               | 12          | 0           | 0           | 2                     | 0                     | 0                     | 1          | 0          | 2          | C1                             | -                              | -                              | -                              | 15    | 0     | 2     |
| Sous-total            | Sous-total            | Sous-total            | 13          | 0           | 0           | 2                     | 0                     | 0                     | 1          | 0          | 2          | -                              | 0                              | 0                              | 0                              | 16    | 0     | 2     |
| 2019-2020             | OGC Nice              | Ligue 1               | 17          | 0           | 1           | 3                     | 0                     | 0                     | -          | -          | -          | -                              | -                              | -                              | -                              | 20    | 0     | 1     |
| 2020-2021             | OGC Nice              | Ligue 1               | 18          | 0           | 0           | 2                     | 0                     | 0                     | -          | -          | -          | C3                             | 4                              | 0                              | 1                              | 24    | 0     | 1     |
| Sous-total            | Sous-total            | Sous-total            | 35          | 0           | 1           | 5                     | 0                     | 0                     | 0          | 0          | 0          | -                              | 4                              | 0                              | 1                              | 44    | 0     | 2     |
| 2021-2022             | Club Bruges KV        | Jupiler Pro League    | 31          | 0           | 0           | 3                     | 0                     | 0                     | -          | -          | -          | C1                             | 6                              | 0                              | 0                              | 40    | 0     | 0     |
| 2022-2023             | Club Bruges KV        | Jupiler Pro League    | 2           | 0           | 0           | -                     | -                     | -                     | -          | -          | -          | C1                             | -                              | -                              | -                              | 2     | 0     | 0     |
| Sous-total            | Sous-total            | Sous-total            | 33          | 0           | 0           | 3                     | 0                     | 0                     | 0          | 0          | 0          | -                              | 6                              | 0                              | 0                              | 42    | 0     | 0     |
| 2022-2023             | TSG Hoffenheim        | Bundesliga            | 19          | 1           | 0           | 2                     | 0                     | 0                     | -          | -          | -          | -                              | -                              | -                              | -                              | 21    | 1     | 0     |
| 2023-2024             | TSG Hoffenheim        | Bundesliga            | 11          | 0           | 0           | -                     | -                     | -                     | -          | -          | -          | -                              | -                              | -                              | -                              | 11    | 0     | 0     |
| 2024-2025             | TSG Hoffenheim        | Bundesliga            | 22          | 0           | 0           | -                     | -                     | -                     | -          | -          | -          | C3                             | 5                              | 0                              | 0                              | 27    | 0     | 0     |
| Sous-total            | Sous-total            | Sous-total            | 52          | 1           | 0           | 2                     | 0                     | 0                     | 0          | 0          | 0          | -                              | 5                              | 0                              | 0                              | 59    | 1     | 0     |
| Total sur la carrière | Total sur la carrière | Total sur la carrière | 133         | 1           | 1           | 12                    | 0                     | 0                     | 1          | 0          | 2          | -                              | 15                             | 0                              | 1                              | 161   | 1     | 4     |

## Palmarès
|  |  | Paris Saint-Germain: - Ligue 1 (2) - Champion: 2018 et 2019 - Trophée des champions (1) - Vainqueur: 2018 - Championnat U19 (1) - Champion: 2016 |

 Club Bruges:
- Jupiler Pro League (1)
  - Champion: 2022

## Caritatif
En décembre 2020, il est l'un des sportifs ayant mis son maillot de football en jeu lors d'une tombola solidaire organisée par l'association Partagence, dans le but de récolter des fonds pour aider les sinistrés à la suite de la tempête Alex qui a frappé le Haut Pays niçois en octobre 2020.